# Gartner
Gartner, Inc. (NYSE: IT) är ett amerikanskt konsultföretag med huvudkontor i Stamford, Connecticut. Företaget hette GartnerGroup fram till 2001.
Gartner grundades 1979, och har idag cirka 7 800 anställda, i 85 länder över hela världen.